# Paralía Porovítsis
Paralía Porovítsis är en ort i Grekland.   Den ligger i prefekturen Nomós Achaḯas och regionen Västra Grekland, i den centrala delen av landet, 120 km väster om huvudstaden Aten. Paralía Porovítsis ligger 1 meter över havet och antalet invånare är 122.
Terrängen runt Paralía Porovítsis är varierad. Havet är nära Paralía Porovítsis åt nordost. Runt Paralía Porovítsis är det ganska glesbefolkat, med 27 invånare per kvadratkilometer. Närmaste större samhälle är Siliveniótika, 0,59 km söder om Paralía Porovítsis. 